# Bruk morenowy
Bruk morenowy – nagromadzenie głazów pozostałe po wypłukaniu przez wodę drobnych składników moreny lodowcowej (residuum).